# Национални парк Уна
Национални парк Уна је један од четири национална парка у Босни и Херцеговини. Националним парком је проглашен 29. маја 2008. године. Ово је први национални парк у БиХ који се налази на територији Федерације БиХ, док се остала три налазе у Републици Српској. Национални парк обухвата подручје кањонског дела горњег тока реке Уне узводно од Лохова, затим подручје кањонског дела доњег тока реке Унац од њеног ушћа у Уну узводно до Дрварског поља, као и међупростор између Уне и Унца. Цело подручје националног парка заузима површину од 19.800 ha.